# Municipio de Sunuapa
El municipio de Sunuapa es uno de los 124 municipios en que se encuentra dividido el estado mexicano de Chiapas. Se encuentra en el norte del estado y su cabecera es la población de Sunuapa.

## Geografía
El municipio de Sunuapa se encuentra localizado en el norte del estado, integra la región económica denominada como Región VIII Norte. Su extensión territorial es de 78.591 kilómetros cuadrados que representan el 0.11% de la extensión del territorio estatal. Sus coordenadas geográficas extremas son 17° 25' - 17° 33' de latitud norte y 93°  de longitud oeste y su altitud va desde un mínimo de 0 hasta un máximo de 900 metros sobre del nivel del mar.
El municipio limita al norte, este y sureste con el municipio de Pichucalco y al suroeste y oeste con el municipio de Ostuacán.

## Demografía
De acuerdo a los resultados del Censo de Población y Vivienda realizado en 2010 por el Instituto Nacional de Estadística y Geografía, la población total del municipio de Sunuapa es de 2 235 habitantes.
La densidad poblacional del municipio es de 28.44 habitantes por kilómetro cuadrados.

### Localidades
En el censo de 2020 el municipio de Sunuapa contaba con 13 localidades.
| Código INEGI    | Localidad                  | Población (2020) |
| --------------- | -------------------------- | ---------------- |
| 070880001       | Sunuapa                    | 894              |
| 070880006       | San Pedro                  | 373              |
| 070880004       | La Libertad                | 233              |
| 070880005       | Santa Cruz tercera sección | 201              |
| 070880003       | Esquipulas                 | 156              |
| 070880017       | Santa Cruz primera sección | 148              |
| 070880002       | El Cucayo primera sección  | 106              |
| 070880018       | Santa Cruz segunda sección | 72               |
| 070880021       | El Cucayo segunda sección  | 66               |
| 070880012       | El Cucayo tercera sección  | 38               |
| 070880013       | El Manantial               | 10               |
| 070880020       | La Ganadera                | 6                |
| 070880019       | Camalote                   | 5                |
| Total municipal | Total municipal            | 2 308            |

## Política

### Representación legislativa
Para la elección de diputados locales al Congreso del Estado de Chiapas y de diputados federales a la Cámara de Diputados federal, el municipio de Sunuapa se encuentra integrado en los siguientes distritos electorales:
Local:
- Distrito electoral local 12 de Chiapas con cabecera en Pichucalco.[7]

Federal:
- Distrito electoral federal 4 de Chiapas con cabecera en Pichucalco.[8]